# タタ (ハンガリー)
タタ（ハンガリー語: Tata、ドイツ語: Totis、ラテン語: Dotis）は、ハンガリー、コマーロム・エステルゴム県の都市。

## 地理
ブダペストの西約67kmにあり、キシャルフェルド（ハンガリー語で小さな平原）の北部にあたる。ゲレチェ山脈とヴェールテシュ山地の近くにあり、スロバキアとの国境をなすドナウ川のすぐ南側にある。
都心はエレグ湖の北岸にあり、一帯は『ハンガリーのトスカーナ』と呼ばれる湖沼地帯である。一帯の湖沼群および付近のフェンと沼地はカリガネ、アオガンなどのガン類の重要な生息地であり、1989年にラムサール条約に登録された。
ブダペスト＝ブルック・アン・デア・ライタ（オーストリア）間を結ぶ鉄道路線の駅がタタにある。

## 歴史

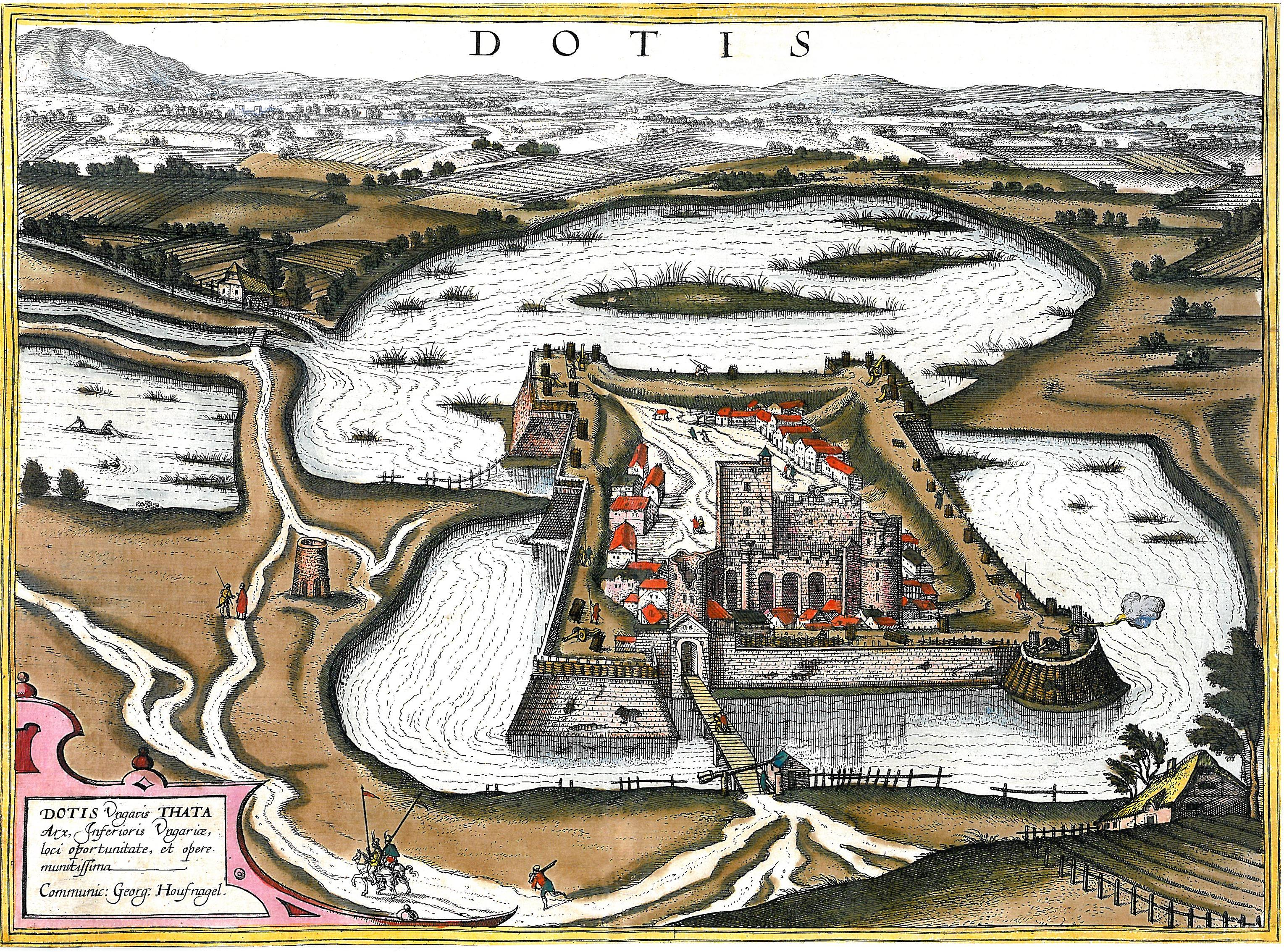
1600年代に描かれたドティス(タタのラテン語名)

タタの定住地としての歴史は11世紀に始まる。起源はベネディクト会派の修道院であった。定住地の名が初めて現れたのは1221年である。ハンガリー貴族マッテウス・チャークが13世紀から1326年までタタを所領とし、城が湖に面して建てられた。ハンガリー王ジグモンド王時代、タタに都市憲章が授けられた。ジグモンド王はタタに宮殿を建設した。1467年から1472年にかけ、マーチャーシュ1世がルネサンス様式の城を設計した。
オスマン帝国のヨーロッパ侵攻の間、城は対トルコの軍事上の要所であった。1727年のトルコ撤退後、タタ城はエステルハージ家の所有となった。以後18世紀後半まで、エステルハージ家は所領を拡大し、当時の壮麗な建築物を建設するにいたった。

## 統計
2001年のタタ人口は23,937人で、その民族構成は以下のようになっていた。
- ハンガリー人 - 93.3％
- ドイツ人 - 1.6％
- ロマ - 0.6％
- スロバキア人 - 0.2％
- その他 - 6.5％

## 姉妹都市
- アルクマール、オランダ
- ビストジツェ・ナド・オルシー（英語版）、チェコ共和国
- ゲルリンゲン、ドイツ
- ダマリー＝レ＝リス、フランス
- アレンツァーノ、イタリア
- スヴォディーン（英語版）、スロバキア
- モンテベッルーナ、イタリア
- ソヴァタ（英語版）、ルーマニア
- ピンツフ（英語版）、ポーランド